# Ньюман, Мелвин Спенсер
Мелвин Спенсер Ньюман (10 марта 1908 — 30 мая 1993) — американский химик, известный прежде всего изобретением проекций Ньюмана. Проекция Ньюмана позволяет органическим химикам представлять различные конформации молекул в пространстве.

## Биография

### Ранние годы
Родился в Нью-Йорке в семье Джейкоба Кифера Ньюмана и Маэ Полак Ньюман. Из четырёх детей в семье он был последним. Его отец был специалистом по помощи компаниям, имевшим финансовые затруднения. Вскоре после его рождения его семья переехала в Новый Орлеан (Луизиана). 
Мелвин начал своё образование в Академии Ручного Труда: директором этого учебного заведения был Изадор Ньюман - его дедушка по отцовской линии. В академии он также помимо образования активно занимался спортом и посещал кружок химиков.
Когда ему было 14 лет, его семья вернулась в Нью-Йорк, где он учился в школе Ривердейл. Уже в том возрасте он показывал значительные успехи в изучении химии, поэтому родители наняли для него частного учителя по данному предмету.

### Университет
С 1925 до 1932 год он учился в Йельском университете, где он получил степени бакалавра в 1929 году. Во время обучения в университете он хорошо справлялся как с техническими предметами, так и с гуманитарными. Также Мелвин интересовался музыкой, особенно классической и джазовой. Его любимым исполнителем был Луи Армстронг. Вторым увлечением Мелвина была игра в гольф, он сильно преуспел в этом виде спорта и даже участвовал в некоторых состязаниях от имени университета.
После получения степени бакалавра Мелвин потерял интерес к дальнейшему обучению, отчасти потому что его отец потерял все свои сбережения во время краха Уолл-Стрит в 1929 году, а, следовательно, не мог его больше поддерживать. Однако в 1930 году он поступил в аспирантуру Йельского университета в группу Фляйшмана. По прошествии трёх лет он получил степень доктора в 1932 году, под руководством профессора Рудольфа Дж. Андерсона.

### Начало научной деятельности
После постдокторского исследования работал в Йельском университете в группе Национальной ассоциации туберкулёза с 1932 по 1933 годы. С 1933 по 1934 года он работал в группе национального совета по исследованиям при Колумбийском университете. Наконец с 1934 по 1936 год Мелвин работал в группе Эли Лилли в Гарвардском университете. Его последней должностью до начала самостоятельной научной карьеры стала работа в группе профессора Луи Фишера.
Он начал свою независимую карьеру осенью 1936 года как инструктор в университете штата Огайо, где он и работал впоследствии. С 1940 года стал помощником профессора, а с 1944 года получил полную профессорскую должность.

## Самостоятельная научная деятельность
Темами собственной научной деятельности Ньюмана были стерические эффекты в целом и пространственно затруднённые молекулы в частности. На основе своих исследований в 1956 году он издал книгу “Стерические эффекты в органической химии”.   

Заторможенная конформация этана, изображённая в форме лесопильных козел и проекции Ньюмана

В течение долгого периода времени Ньюман занимался исследованиями синтеза и свойств замещённых 1,2-бензантраценов: одна из первых его статей называлась "Синтез 1,2-бензантраценовых производных, родственных 3,4-бензпирену", однако даже через 50 лет он написал статью по очень похожей тематике: "Необычный синтез 5-метокси-7,12-диметил-бензантрацена". Он не случайно выбрал данный класс соединений как объект своей деятельности: подобные соединения обладают сильной канцерогенной активностью с одной стороны, с другой стороны они являются отличной моделью для установления связи между пространственным строением молекул и их реакционной способностью.   
Другим важным его достижением стал синтез 4,5-диметилкризена - ранее была предсказана невозможность его синтеза из-за пространственной затруднённости метильных групп и необходимости расположения всех четырёх бензольных колец в одной плоскости. Ньюман синтезировал данное соединение и показал, что его молекулы не только не являются плоскими, но даже могут быть хиральны.
В 1955 году Ньюман синтезировал и разделил на оптические изомеры гексагелицен. Поскольку у данного соединения нет специфических функциональных групп, его изомеры сложно разделить классическими методами, поэтому для данной задачи был получен комплекс гексагелицена с тетрафлуоренильными производными, таким образом получили диастереомерные частицы, которые затем были разделены классическими методами. Оптические изомеры гексагелицена показывали высокие значения оптического вращения, не имея оптически асимметричного атома углерода, таким образом данное соединение стало родоначальником класса органических соединений с жёсткой спиральной структурой.
После открытия того факта, что метаболические производные канцерогенов имеют гораздо большую активность, чем сами канцерогены, а также того, что за канцерогенный эффект отвечают конкретные группы атомов в молекулах канцерогенов, Ньюман занялся этим вопросом. Через некоторое время он получил 7,11,12-триметил-1,2-бензантрацен, данное соединение является самым сильным канцерогеном из известных.
Также его интересовала проблема синтеза сложных эфиров из пространственное затруднённых реагентов, в частности в его работах описаны О-бензоилбензойные кислоты, которые при этерификации превращаются в циклические эфиры. Пользуясь трудом Л.П. Гаммета "Физическая органическая химия", он предложил растворять реагенты для этерификации в концентрированной серной кислоте. При этом в растворе образовывалось большое количество различных ионных форм, все они были описаны Ньюманом с помощью метода криоскопии. Несмотря на кажущуюся простоту, данная методика является одной из лучших для этерификации пространственно затруднённых кислот и используется по сей день.
Другой областью его интересов были виниловые карбокатионы. Вместе с Джеком Хайном Ньюман предложил объяснение особенностей реакции оксазолидинонов с основаниями: должны были существовать ненасыщенные карбеновые интермедиаты, они в свою очередь являлись продуктами депротонирования виниловых карбокатионов.

## Личная жизнь
Ньюман женился 30 июня 1930 года на Беатрисе Наоми Кристалл. Она была родом из Нью-Рошелла штата Нью-Йорк, выросла в семье продавца женской модной одежды, и впоследствии стала известна среди всех знакомых Ньюмана как гостеприимная хозяйка. В семье родилось четверо детей: Энтони Кифер, Сьюзен Кристалл, Бэт Клэр, Роберт Мелвин.
Его семья, друзья и коллеги любили и уважали его за энтузиазм, открытость, честность и доброту. Мелвин любили детей, и своих, и чужих, таким образом, многие его студенты очень хорошо к нему относились, не только потому что он был отличным преподавателем, но и потому что он относился к ним, как к своим детям.

## Награды и звания
Ньюман был избран членом Национальной академии наук Соединенных Штатов в 1956 году. Он получил многочисленные премии, включая награду Американского химического общества (ACS) за творческую работу в синтетической-органической химии в 1961 году, медаль Люциуса Кросса Вилбура в Йельском университете в 1975 году, почетную докторскую степень университета Нового Орлеана в 1975 году, награду Колумбийской секции американского химического общества в 1976 году, а также медаль Салливана Университета штата Огайо в 1976 году.

## Интересные факты
Всего Мелвин Ньюман посвятил 50 лет научной работе и 57 лет педагогической. 
В его честь названа лаборатория Государственного университета штата Огайо. 
Мелвин увлекался выращиванием крупных монокристаллов синтезированных им соединений. 
До конца своей жизни он работал в лаборатории лично, несмотря на то что по своему статусу мог не заниматься этим вообще. 
Ньюман был лично знаком с Луи Армстронгом, его коллекция записей данного исполнителя была одна из самых больших из известных. 
В 1972 году им был написан учебник по методам органической химии для студентов. 
По словам его коллег и знакомых, он был очень остроумным человеком и обладал хорошим чувством юмора. 

## Избранные труды
Newman, M.S. The synthesis of 5-methylchrysene and related compounds // J. Am. Chem. Soc., 1940, v. 62, p. 870.
Newman, M.S. A new method for the esterification of certain sterically hindered acids // J. Am. Chem. Soc., 1941, v. 63, p. 2431.
Newman, M.S.; Hussey, A.S. Optical activity from a new type of steric hindrance // J. Am. Chem. Soc., 1947, v. 69, p. 978.
Newman, M.S.; Craig, R.A.; Garrett, A.B. The behavior of oxygenated compounds in acid media // J. Am. Chem. Soc., 1949, v. 71, p. 869.
Newman, M.S.; Connor, H.K. Steric hindrance: Some reactions of mesitylacetylene // J. Am. Chem. Soc., 1950, v. 72, p. 4002.
Newman, M.S.; Deno, N.C. Aryl carbonium ions in sulfuric acid // J. Am. Chem. Soc., 1951, v. 73, p. 3644.
Newman, M.S. A useful notation for visualizing certain stereospecific reactions // Rec. chem. prog., 1952, v. 13, p. 111.
Newman, M.S.; Anderson, H.V.; Takemura, K.H. The synthesis of polynuclear aromatic hydrocarbons. II. Methylbenzo[c]phenanthrenes // J. Am. Chem. Soc., 1953, v. 75, p. 347.
Newman, M.S.; Lutz, W.B.; Lednicer, D. A new reagent for resolution by complex formation: The resolution of phenanthro[3,4,c] phenanthrene // J. Am. Chem. Soc., 1955, v. 77, p. 3420.
Newman, M.S.; Weinberg, A.W. Pyrolysis of 3-nitroso-5,5-disubstituted-2-oxazolidones // J. Am. Chem. Soc., 1957, v. 79, p. 2814.
Newman, M.S.; Harper R.J. Jr. Kinetic and equilibrium studies of cyclic ketal formation and hydrolysis // J. Am. Chem. Soc., 1958, v. 80, p. 6350.
Newman, M.S.; Pawellek, D.; Ramachandran, S. Synthesis and reactions of 4-trichloromethyl-2,4,5-trimethyl-2,5-cyclohexadienone // J. Am. Chem. Soc., 1962, v. 84, p. 995.
Newman, M.S.; Blum, J. The synthesis and ionization constants of the six aminobenzo[c]phenanthrenes // J. Am. Chem. Soc., 1964, v. 86, p. 1835.
Newman, M.S.; Courduvelis, C. Reactions proceeding by the [3.2.1] bicyclic path // J. Am. Chem. Soc., 1966, v. 88, p. 781.
Newman, M.S.; others. Synthesis and polarographic reduction of strained phenanthrenequinones. The buttressing effect // J. Am. Chem. Soc., 1968, v. 90, p. 458.
Newman, M.S.; Khanna, V.K.; Kanakarajan, K.A. A novel synthesis of 7-fluorobenzo[a]pyrene involving two new molecular rearrangements // J. Am. Chem. Soc., 1979, v. 101, p. 6788.